# R. Kelly
Robert Sylvester Kelly (* 8. ledna 1967 Chicago, Illinois, USA), spíše známý jako R. Kelly je americký zpěvák, skladatel, hudební producent, multiinstrumentalista, režisér hudebních klipů, bývalý basketbalista a odsouzený sexuální predátor. Během své kariéry pomohl redefinovat žánry R&B a Hip hop, díky čemuž si vysloužil tituly „King of R&B“ a „King of Pop-Soul“. Svoji hudební kariéru započal ve skupině Public Announcement v roce 1992. Následujícího roku se vydal na sólovou dráhu svým debutem 12 Play.
Mezi jeho nejúspěšnější alba patří: debut 12 Play (1993) a následná alba R. Kelly (1995) a R. (1998). Jeho nejúspěšnějšími hity se staly písně „Bump n' Grind“, „I Believe I Can Fly“, „Ignition (Remix)“ a duet „I'm Your Angel“ se Céline Dion. Také je třinásobným držitelem prestižní ceny Grammy. Ačkoliv je především zpěvákem a autorem hudby a textů, působil také jako producent a autor skladeb a alb jiných umělců. Je například autorem skladby „You Are Not Alone“, kterou vydal v roce 1995 Michael Jackson a která byla nominována na cenu Grammy.
Do roku 2019 vydal 12 sólo alb a například další společná alba s rapperem Jay-Z. Celkem se prodalo kolem 75 milionů kusů jeho nahrávek,a 100 milionů jeho alb, čímž se stal nejúspěšnějším R&B zpěvákem 90. let 20. století a jedním z nejlépe prodávaných zpěváků historie. V USA je 55. nejprodávanějším hudebním umělcem, jelikož na domácím trhu prodal 32 milionů svých nahrávek. Časopis Billboard ho vyhlásil za nejúspěšnějšího umělce žánrů R&B/Hip hop období let 1985 až 2010 a za nejúspěšnějšího R&B zpěváka historie.
Od 90. let 20. století byl obviňován z několika údajných případů sexuálního zneužívání, v některých případech mělo jít o zneužití nezletilých dívek, což sám Kelly kategoricky odmítl. Roku 1994 se oženil s tehdy nezletilou zpěvačkou Aaliyah, sňatek byl ihned anulován. V roce 2002 byl obžalován z 13 případů týkajících se dětské pornografie, ale roku 2008 byl zproštěn viny ve všech bodech obžaloby. V lednu 2019 odvysílala televizní stanice Lifetime dokument Surviving R. Kelly, který popisoval obvinění několika žen, které tvrdily, že je Kelly zneužil, což on sám opět odmítl. Negativní publicita spojená s hashtagem #MuteR.Kelly vedla k tomu, že s ním nahrávací společnost RCA Records rozvázala kontrakt. V únoru 2019 byl obžalován z 10 případů sexuálního zneužití způsobených pod nátlakem. V červenci byl zatčen v rámci federálního případu páchání sexuálních zločinů a bránění výkonu spravedlnosti. Čelí tak obvinění v oblasti dětské pornografie, únosu a nucené práce. V červnu 2022 byl odsouzen k 30 letům odnětí svobody.

## Dětství
Narodil se roku 1967 v Chicagu. Žil se svými třemi sourozenci (jednou sestrou a dvěma bratry) a svobodnou matkou Joanne, která byla zpěvačkou a členkou Baptistů. Svého otce nikdy nepoznal. V osmi letech začal zpívat v kostelním sboru. Do jejich domácnosti často docházely další ženy, příbuzné či kamarádky jeho matky a babičky. Když byl ve věku mezi osmi a čtrnácti lety byl dle svých slov několikrát sexuálně zneužit starší ženou. S touto zkušeností se svěřil až v roce 2012 ve své autobiografii Soulacoaster. V jedenácti letech byl postřelen partičkou, která mu chtěla ukrást kolo. Od roku 1981 navštěvoval střední školu Kenwood Academy. Jeho tamní učitelka hudební výchovy ho výrazně podporovala v rozvoji jeho talentu. Přiměla ho vystoupit na školní talentové show, kde zazpíval píseň „Ribbon in the Sky“ od Stevieho Wondera. Kelly tehdy kvůli trémě zpíval ve slunečních brýlích, ovšem v soutěži nakonec zvítězil. V téže době hrál také na škole basketbal. Na škole se plně projevila jeho specifická porucha učení, kterou mu v té době nikdo nediagnostikoval a neléčil, podle dohadů trpěl dyslexií, kvůli které nedokázal příliš dobře psát nebo číst. Ze školy byl nakonec vyloučen.
Po vyloučení ze školy se začal živit jako pouliční zpěvák. Roku 1989 s kamarády Markem McWilliamsem, Vincentem Walkerem a Shawnem Brooksem založili skupinu MGM (Musically Gifted Men). V roce 1990 skupina vydala singl „Why You Wanna Play Me“. Později zazářili v televizní talentové soutěži Big Break, ve které Kelly zvítězil a získal 100 000 amerických dolarů. Následně se však rozpadli.
V roce 1993 mu na rakovinu zemřela jeho matka Joanne, se kterou si byl velmi blízký a po které později pojmenoval svou dceru.

## Hudební kariéra

### 1992–1996: Born Into the 90's, 12 Play a R. Kelly
Roku 1991 získal smlouvu u Jive Records, kde sestavil novou podpůrnou skupinu Public Announcement, s níž v roce 1992 vydal album Born into the 90's. Album bylo nahráno v tehdy populární vlně žánru new jack swing. Nejúspěšnějším singlem byla píseň „Honey Love“ (39. příčka v žebříčku Billboard Hot 100). Následně se skupina vydala na turné. Ovšem již v lednu 1993 Kelly skupinu opustil.
V roce 1993 nahrával svůj sólo debut 12 Play, který vyšel v listopadu 1993. Album zaznamenalo obrovský úspěch, umístilo se na druhé příčce žebříčku Billboard 200 a později se stalo 6× platinovým. Zásluhu na tom měl i nosný singl „Bump n' Grind“ (1. příčka v Billboard Hot 100), který strávil tehdy rekordních 12 týdnů na první příčce žebříčku Hot R&B/Hip-Hop Songs, a dále singly „Your Body's Callin'“ (13. příčka) a „Sex Me“ (20. příčka). Po takto náhlém úspěchu se stal předmětem zájmu dalších osobností hudebního byznysu. Díky tomu zařídil smlouvu své protégé zpěvačce Aaliyah, které v té době bylo patnáct let. U Jive Records vydala v květnu 1994 svůj debut s názvem Age Ain't Nothing But a Number, který celý produkoval a napsal Kelly. Album se umístilo na 18. příčce žebříčku Billboard 200 a nakonec se ho prodalo přes tři miliony kusů. Album provázely singly „Back & Forth“ (5. příčka) a „At Your Best (You Are Love)“ (6. příčka). Téhož roku napsal a produkoval dva první hitové singly ženského R&B dua Changing Faces „Stroke You Up“ (3. příčka) a „Foolin' Around“ (38. příčka). Dále se věnoval remixování hudby, a to nejen své. V roce 1994 ještě stihl zremixovat hit „Any Time, Any Place“ od Janet Jacksonové, který byl vydán na jejím albu Janet Remixed (1995). V roce 1995 napsal a produkoval hitový singl „You Are Not Alone“ (1. příčka), který nazpíval Michael Jackson. Za tuto píseň si Kelly vysloužil svou první nominaci na cenu Grammy.
V listopadu 1995 svůj úspěch potvrdil svým druhým albem R. Kelly. Album debutovalo na 1. příčce žebříčku Billboard 200 (jako jeho první). Později se stalo 5× platinové. Bylo provázeno vydáním tří platinových singlů: „You Remind Me of Something“ (4. příčka), „Down Low (Nobody Has to Know)“ (ft. The Isley Brothers) (4. příčka) a „I Can't Sleep Baby (If I)“ (5. příčka). Po vydání alba se vydal na dlouhé americké turné s názvem Down Low Top Secret Tour, na kterém ho doprovázel například rapper LL Cool J.
Rok poté, co vydal své druhé album, spatřil v listopadu 1996 světlo světa singl „I Believe I Can Fly“, který vyšel jako singl soundtracku k filmu Space Jam. Singl se umístil na 2. příčce žebříčku Billboard Hot 100 a zabodoval i v dalších zemích. Jednalo se o jeho první mezinárodní hit. V roce 1998 byla píseň oceněna třemi cenami Grammy. V roce 2004 ji časopis Rolling Stone zařadil mezi 500 nejlepších písní všech dob.

### 1997–2001: Basketbal, R. a TP-2.COM
V roce 1997 se Kelly upsal basketbalovému týmu Atlantic City Seagulls v lize United States Basketball League. V lize hrál s týmem tři sezóny, během kterých jeho tým pokaždé vyhrál pohár.
Po úspěchu singlu „I Believe I Can Fly“ dostal Kelly nabídku produkovat i další soundtracky. V roce 1997 vyšel soundtrack k filmu Batman a Robin, ze kterého pochází Kellyho singl a další mezinárodní hit „Gotham City“ (9. příčka). Dále lze zmínit soundtrack k filmu Doživotí (1999), který Kelly produkoval spolu se zpěvákem Wyclefem Jeanem. Vydání soundtracku bylo podpořeno singlem „Fortunate“ (4. příčka), který produkoval a napsal Kelly, ale nazpíval zpěvák Maxwell.
Kelly v roce 1998 založil svůj vlastní nahrávací label s názvem Rockland Records. Jako první album zde vydal debut své další protégé, R&B zpěvačky Sparkle. Eponymní album, které kompletně napsal a produkoval Kelly, se umístilo na 3. příčce v žebříčku Billboard 200 a stalo se platinovým. Vedoucím singlem byla píseň „Be Careful“.
Jako tradičně byl listopad vyhrazen vydání dalšího sólo alba – R. (1998). Jednalo se o jeho první dvojalbum. Spojuje přitom několik žánrů od popu, přes pouliční rap, až po blues. Současně se poprvé spojil s dalšími hudebními producenty a umělci. Výsledkem bylo jeho nejúspěšnější album, kterého se, i přesto, že debutovalo na 2. příčce žebříčku Billboard 200, v USA prodalo přes osm milionů kusů; a další čtyři miliony ve zbytku světa. Z alba pochází megahit „I'm Your Angel“ (1. příčka), duet se Céline Dion, a dále singly: „If I Could Turn Back the Hands of Time“ (12. příčka) „When a Woman's Fed Up“ (22. příčka) a „Did You Ever Think“ (ft. Nas) (27. příčka). Na albu byl rovněž zařazen také dříve zveřejněný singl „I Believe I Can Fly“.
V listopadu 2000 následovalo páté album TP-2.com, které odkazovalo k jeho debutovému albu. Oproti předchozímu albu, toto opět celé produkoval a napsal sám. Album, jako jeho druhé, debutovalo na 1. příčce žebříčku Billboard 200 a celkově se stalo 4× platinovým. Album bylo doprovozeno vydáním singlů „I Wish“ (14. příčka), „Fiesta (Remix)“ (ft. Jay-Z a Boo & Gotti) (6. příčka) a „Feelin' on Yo Booty“ (36. příčka).
V roce 2001 vydal singl k soundtracku filmu Ali s názvem „The World's Greatest“ (34. příčka).

### 2002–2003: The Best of Both Worlds a Chocolate Factory
Po úspěchu písně „Guilty Until Proven Innocent“ (82. příčka) od rappera Jay-Z, na které Kelly hostoval, a singlu „Fiesta (Remix)“, na které naopak hostoval Jay-Z, začali v roce 2001 zvažovat vydání společného alba. Album The Best of Both Worlds bylo vydáno v březnu 2002. Debutovalo na 2. příčce žebříčku Billboard 200 a stalo se platinovým. Album bylo propagováno jako spojení odlišných R&B a Hip-Hop světů Afroameričanů. Nicméně vydání alba bylo provázeno frustrací, jelikož téměř měsíc před termínem vydání uniklo na internet. Album se k tomu dočkalo vcelku vlažného přijetí u kritiků.
V téže době pracoval Kelly na svém dalším sólovém albu s názvem Loveland. To však v květnu 2002 celé uniklo na internet, Kelly se ho proto rozhodl přehrát a v únoru 2003 vydal album Chocolate Factory. Album debutovalo na 1. příčce žebříčku Billboard 200 a stalo se 2× platinovým. Z alba pochází mezinárodní hit „Ignition (Remix)“ (2. příčka). Dále také singly „Snake“ (ft. Big Tigger) (16. příčka) a „Step in the Name of Love (Remix)“ (9. příčka). V září 2003 vydal svůj první výběr z hitů, kompilační album The R in R&B Collection Volume 1, album se umístilo na 4. příčce žebříčku Billboard 200 a stalo se 3× platinovým. Spolu s ním vyšlo také DVD video album, které se stalo platinovým. Kompilační album obsahovalo nový singl „Thoia Thoing“ (13. příčka).

### 2004–2005: Happy People/U Saved Me a TP.3 Reloaded
V srpnu 2004 vydal své šesté sólo album Happy People/U Saved Me, které bylo opět dvojalbem. První disk byl plný pozitivních písní pro dobrou náladu, zatímco druhý byl nahrán v žánru gospel. Z alba pochází singl „Happy People“ (19. příčka). Album se stalo 3× platinovým. Téhož roku zpíval hymnu USA během zápasu světového šampionátu v boxu.
V říjnu 2004 se znovu spojil s rapperem Jay-Z a vydali společné album Unfinished Business. To debutovalo na 1. příčce žebříčku Billboard 200 a stalo se platinovým. Z alba pochází singl „Big Chips“ (39. příčka). Po vydání alba následovalo společné turné, které bylo ovšem poznamenáno narůstajícími spory mezi oběma protagonisty. Podle zpráv Kelly nedodržoval termíny a Jay-Z zase odcházel v půlce koncertu poté, co usoudil, že reflektory více sledují Kellyho. Během turné tak Jay-Z bratranec Tyran Smith zaútočil na Kellyho pepřovým sprejem. Kvůli sporům v turné pokračoval sám již jen Jay-Z. Kelly na to reagoval žalobou o 75 milionů dolarů ušlého zisku. Jay-Z podal proti Kellymu vlastní žalobu, ale soudce se sporem odmítl zabývat.
V červenci 2005 vydal Kelly své sedmé album TP.3 Reloaded. Album debutovalo na 1. příčce a v USA se ho prodalo přes milion a půl kusů. Obsahuje také prvních pět dílů Kellyho televizní „opery“ Trapped in the Closet. Píseň „Trapped in the Closet, Chapter 1“ se umístila na 22. příčce žebříčku Billboard Hot 100. Po vydání alba se vydal na turné Live the Light It Up Tour, ze kterého pořídil DVD záznam. V říjnu 2005 vydal kompilační album Trapped in the Closet: Chapters 1–12 , které se stalo 2× platinovým.

### 2006–2010: Double Up, Untitled, Epic a Love Letter
V květnu 2007 vydal své osmé album Double Up. Z alba pochází platinový hit „I'm a Flirt (Remix)“ (ft. T.I. a T-Pain) (12. příčka). Původní verze písně „I'm a Flirt“, byla vydána v roce 2006 proti Kellyho vůli jako skrytý bonusový materiál na albu The Price of Fame od rappera Bow Wow. Úspěšný byl také další singl „Same Girl“ (20. příčka), duet se zpěvákem Usherem. Album obsahuje také píseň „Rise Up“, která je vzpomínkovou písní pro oběti masakru na Virginia Tech. Po vydání alba se vydal na turné, kde mu dělal předskokana například zpěvák Ne-Yo. Ten byl po dvou koncertech z tour odvolán. Oficiálním důvodem byly nesrovnalosti ve smlouvě, ovšem sám Ne-Yo prohlašoval, že skutečným důvodem bylo, že měl od kritiků a fanoušků lepší odezvu než R. Kelly. Ne-Yo celý spor řešil žalobou na promóterskou společnost Rowe Entertainment.
V roce 2007 vydal také druhou část své „opery“ Trapped in the Closet: Chapters 13–22, video album se stalo platinovým.
V roce 2008 poprvé hovořil o svém dalším albu, které mělo nést název 12 Play: Fourth Quarter, ovšem jeho termín vydání byl několikrát odložen. Důvodem byl i neúspěch původního singlu „Hair Braider“. V červenci 2008 album uniklo na internet. Oficiální datum vydání však nikdy nebylo stanoveno. V červnu 2009 vydal svůj první mixtape The Demo Tape (Gangsta Grillz), který sestavili DJ Skee a DJ Drama.
V listopadu 2009 mu, po několika odloženích, konečně vyšlo deváté album s názvem Untitled. Jediným úspěšnějším singlem byla píseň „Number One“ (ft. Keri Hilson) (59. příčka). Album se umístilo na 4. příčce žebříčku Billboard 200 a jako jeho první neobdrželo žádnou certifikaci za prodej.
V roce 2010 vyhrál se svou písní „Sign of Victory“, výběrové řízení na oficiální hymnu fotbalového mistrovství světa pořádaného v JAR. Tato píseň vévodí albu Listen Up! (FIFA World Cup 2010 Album). Doprovod v písni obstarali členové sboru "Soweto Spiritual Singers". Píseň předvedl na úvodní ceremonii šampionátu. Od té doby pracoval na svém plánovaném desátém albu s názvem Zodiac, ale později oznámil, že změnil koncept alba a začal pracovat na dvou albech odlišných stylů nazvaných Epic, jedná se o kompilaci jeho starších písní o lásce doplněné o pět nových písní, ta byla vydána 21. září 2010, a Love Letter, z něhož vyšel singl „When a Woman Loves“ (93. příčka), jedná se o soulovou skladbu s atmosférou druhé poloviny minulého století. Album bylo vydáno v prosinci 2010 a celkem se ho v USA prodalo okolo 650 000 kusů, za což obdržel zlatou certifikaci. Šlo o jeho poslední album vydané u Jive Records, kde vydal svých prvních deset alb, pět kompilačních alb a pět video alb. Důvodem bylo, že mateřská společnost labelu RCA Music Group zrušila všechny své podlabely, které spojila do nového labelu RCA Records. Kellyho smlouva tak byla de facto jen převedena.

### 2011–2016: Write Me Back, Black Panties a The Buffet
V červenci 2011 byl převezen do chicagské nemocnice, aby podstoupil operaci krku. Příčinou bylo prasknutí abscesu v mandli. Z nemocnice byl propuštěn po pár dnech. Z operace se zotavil. V listopadu 2011 zveřejnil první novou píseň, kterou nahrál od podstoupení operace.
Na přelomu let 2011 a 2012 Kelly produkoval soundtrack k filmu Záblesk slávy, pro který napsal a produkoval i několik písní, které ale nazpívali jiní umělci. Ve filmu vystupovaly zpěvačky a herečky Jordin Sparks a Whitney Houston, pro kterou to byl poslední film před její smrtí. Kelly na jejím pohřbu zazpíval baladu „I Look to You“, kterou pro ni napsal a kterou Whitney Houston nazpívala pro své poslední album.
Jeho jedenácté studiové album nese název Write Me Back. Bylo vydáno 26. června 2012 a néslo se ve stejném hudebním duchu jako album předchozí. Žádný ze singlů v hitparádách nezabodoval. Album debutovalo na 5. příčce žebříčku Billboard 200 a opět neobdrželo žádnou certifikaci za prodej. V létě 2012 mu vyšly knižní memoáry Soulacoaster. Na přelomu let 2012 a 2013 vystupoval na turné The Single Ladies Tour, kde ho doprovázela zpěvačka Tamia. Vystupoval také na řadě festivalů a spolupracoval s mnoha umělci.
V prosinci 2013 vydal své dvanácté album Black Panties, se kterým se vrátil více k popovému zvuku. Singl „My Story“ (ft. 2 Chainz) se umístil na 89. příčce žebříčku Billboard Hot 100, kam se se svojí písní vrátil poprvé od roku 2010.
Na album navázal o dva roky později s prosincovým vydáním svého třináctého alba The Buffet (2015). Album debutovalo na 16. příčce žebříčku Billboard 200 a neobdrželo žádnou certifikaci za prodej. Stejně tak v hitparádách neuspěly ani vydané singly. V říjnu 2016 vydal své první vánoční album 12 Nights of Christmas, které původně plánoval k vydání na Vánoce 2014. Album debutovalo na 177. příčce žebříčku Billboard 200.

## Osobní život
Podle několika reportáží se v roce 1994 tehdy dvacetisedmiletý R. Kelly oženil s tehdy patnáctiletou zpěvačkou Aaliyah. Svatba měla proběhnout během soukromého obřadu v Cook County (Illinois). Aaliyah měla později přiznat, že autoritám lhala o svém věku. Manželství bylo oficiálně anulováno v únoru 1995. Ovšem dlouhou dobu Kelly i Aaliyah svatbu popírali. Případ přestal být řešen v roce 2001, kdy Aaliyah zemřela během letecké havárie.
V roce 1996 se Kelly oženil s tanečnicí Andreou Lee, se kterou měl tři děti. V září 2005 však Andrea Lee zažádalo o soudní zákaz styku, který měl Kellymu zamezit přístup k rodině. Důvodem měla být hádka, která přerostla v domácí násilí. V roce 2006 pár požádal o rozvod, který byl dokončen v roce 2009.
Kelly se za dobu své kariéry věnoval řadě charitativních akcí.

## Problémy se zákonem
R. Kelly byl předmětem několika obvinění ze sexuálního znásilnění, žádné ovšem nevedlo až do roku 2022 k jeho odsouzení.
V únoru 2002 se objevilo video, na kterém údajně R. Kelly má sexuální styk a močí na nezletilou dívku. Video zaslal neznámý člověk chicagským novinám. Článek s videem byly zveřejněny v době, kdy Kelly vystupoval na zimních olympijských hrách v Salt Lake City. Kelly tehdy popřel, že by byl mužem na záznamu. V červnu 2002 byl obviněn z několika případů dětské pornografie. Údajná oběť ovšem odmítla vypovídat u soudu. Kelly byl následně během soudního přelíčení v roce 2008 shledán nevinným. Vedle tohoto sporu byl Kelly v roce 2003 zadržen za držení dětské pornografie, kterou nalezli policisté během domovní prohlídky, nicméně v roce 2004 byl případ zamítnut kvůli nedodržení formálního postupu.
V roce 2017 se na internetu objevila zpráva, že tři páry rodičů obviňují Kellyho z toho, že držel jejich dcery ve svém sexuálním kultu. Ovšem Kelly, stejně jako údajné oběti, odmítli, že by se tak stalo. Příběhů se chytla BBC a připravila dva speciální investigativní pořady R Kelly: Sex, Girls and Videotape a R Kelly: The Sex scandal continues. V roce 2019 BBC vypátralo ženu jménem Asante McGee, která tvrdí, že žila spolu s dalšími ženami v domácnosti Kellyho, který je měl omezovat na svobodě.
V dubnu 2017 ho bývalá partnerka obvinila z toho, že jí úmyslně nakazil sexuálně přenosnou nemocí. Kelly i toto obvinění odmítl.
V březnu 2018 hnutí Time's Up, zaměřující se na sexuální násilí, vyzvalo veřejnost k bojkotu Kellyho hudby. Bojkot byl na sociálních sítích doprovázen hashtagem #MuteR.Kelly. V květnu hudební streamovací platforma Spotify v reakci oznámila, že nebude propagovat a zvýrazňovat Kellyho hudbu. To samé se týkalo také hudby rappera XXXTentacion. O dva dny později se přidaly také platformy Apple Music a Pandora. Brzy poté se ovšem z řad hudebníků začala ozývat kritika, jelikož šlo o cenzuru neodsouzeného umělce. Spotify proto ihned poté své rozhodnutí zvrátilo.
Sám R. Kelly vydal v červnu 2018 hudební odpověď, devatenáctiminutovou zpověď „I Admit“. Ovšem oproti očekávání z názvu se v ní k žádnému zločinu nepřihlásil. Naopak všechna obvinění znovu odmítl.
V lednu 2019 odvysílala televizní stanice Lifetime dokument Surviving R. Kelly, který popisoval obvinění několika žen, které tvrdily, že je Kelly zneužil, což on sám opět odmítl. Negativní publicita spojená s hashtagem #MuteR.Kelly vedla k tomu, že s ním nahrávací společnost RCA Records rozvázala kontrakt. V únoru 2019 byl obžalován z 10 případů sexuálního zneužití způsobených pod nátlakem. Z vazby byl propuštěn po zaplacení kauce ve výši jednoho milionu dolarů.
V červenci 2019 byl zatčen v rámci federálního případu páchání sexuálních zločinů a bránění výkonu spravedlnosti. Čelí tak obvinění v oblasti dětské pornografie, únosu a nucené práce.
28. září 2021 byl Kelly federálním soudem v New Yorku uznán vinným ve všech devíti bodech obžaloby. Rozsudek byl vynesen 29. června 2022, přičemž Kelly byl odsouzen k 30 letům odnětí svobody. Hrozil mu až trest doživotního odnětí svobody. V únoru 2023 byl federálním soudem odsouzen k dalším 20 letům vězení za několik sexuálních trestných činů včetně držení dětské pornografie. Tresty si odpyká souběžně.

## Diskografie

### Studiová alba
- 12 Play (1993)
- R. Kelly (1995)
- R. (1998)
- TP-2.com (2000)
- Chocolate Factory (2003)
- Happy People/U Saved Me (2004)
- TP.3 Reloaded (2005)
- Double Up (2007)
- Untitled (2009)
- Love Letter (2010)
- Write Me Back (2012)
- Black Panties (2013)
- The Buffet (2015)
- 12 Nights of Christmas (2016)

### Spolupráce
- Born into the 90's (1992) (s Public Announcement)
- The Best of Both Worlds (2002) (s Jay-Z)
- Unfinished Business (2004) (s Jay-Z)